# Diplazium cristatum
Diplazium cristatum là một loài thực vật có mạch trong họ Woodsiaceae. Loài này được (Desr.) Alston miêu tả khoa học đầu tiên năm 1936.